# Arquidiocese de Antequera
A Arquidiocese de Antequera (Archidiœcesis Antequerensis) é uma circunscrição eclesiástica da Igreja Católica situada em Oaxaca de Juárez, México. Seu atual arcebispo é Pedro Vázquez Villalobos. Sua sé é a Catedral de Nossa Senhora de Assunção de Oaxaca.
Possui 122 paróquias servidas por 185 padres, contando com 1,4 milhão de habitantes, com 83,7% da população jurisdicionada batizada.

## História
A diocese de Antequera de Oaxaca foi erigida em 21 de junho de 1535, recebendo o território da diocese de Tlaxcala (atual arquidiocese de Puebla de los Ángeles). Originalmente era sufragânea da arquidiocese de Sevilha.
Em 19 de março de 1539 cedeu uma parte de seu território para a criação da diocese de Chiapas (hoje diocese de San Cristóbal de Las Casas).
Em 12 de fevereiro de 1546 tornou-se sufragânea da Arquidiocese da Cidade do México.
Em 19 de março de 1863 cede uma parte do seu território em vantagem da ereção da diocese de Veracruz-Jalapa (atual arquidiocese de Jalapa).
Em 23 de junho de 1891 cedeu outra parte do seu território para a criação da diocese de Tehuantepec e junto foi elevada ao posto de arquidiocese metropolitana.
Em 25 de abril de 1902, em 13 de janeiro de 1962, em 8 de Outubro de 1972 e em 8 de novembro de 2003 cedeu mais porções de território para a criação, respectivamente, da diocese de Mixtecas (hoje diocese de Huajuapan de León), a diocese de Tehuacan, a prelazia de Huautla e da diocese de Puerto Escondido.

## Prelados
| #                      | Nome                                                            | Período     | Notas                                             |
| Arcebispos             | Arcebispos                                                      | Arcebispos  | Arcebispos                                        |
| ---------------------- | --------------------------------------------------------------- | ----------- | ------------------------------------------------- |
| 8º                     | Pedro Vázquez Villalobos                                        | 2018 -      | Atual                                             |
| 7º                     | José Luis Chávez Botello                                        | 2003 - 2018 | Arcebispo emérito                                 |
| 6º                     | Héctor González Martínez                                        | 1993 - 2003 | Nomeado Arcebispo de Durango                      |
| 5º                     | Bartolomé Carrasco Briseño                                      | 1976 - 1993 |                                                   |
| 4º                     | Ernesto Corripio y Ahumada                                      | 1967 - 1976 | Nomeado Arcebispo de Puebla de los Ángeles        |
| 3º                     | Fortino Gómez León                                              | 1942 - 1967 |                                                   |
| 2º                     | José Othón Núñez y Zárate                                       | 1922 - 1941 |                                                   |
| 1º                     | Eulogio Gregorio Clemente Gillow y Zavalza                      | 1891 - 1922 |                                                   |
| Arcebispos-coadjutores |                                                                 |             |                                                   |
|                        | Héctor González Martínez                                        | 1988 - 1993 |                                                   |
|                        | José Othón Núñez y Zárate                                       | 1922        |                                                   |
| Bispos                 |                                                                 |             |                                                   |
| 31º                    | Eulogio Gregorio Clemente Gillow y Zavalza                      | 1887 - 1891 | Elevado à Arcebispo                               |
| 30º                    | Vicente Fermín Márquez y Carrizosa                              | 1868 - 1887 |                                                   |
| 29º                    | José María Covarrubias y Mejía                                  | 1861 - 1867 |                                                   |
| 28º                    | José Agustín Domínguez y Díaz                                   | 1854 - 1859 |                                                   |
| 27º                    | Antonio Mantecón y Ibáñez                                       | 1844 - 1852 |                                                   |
| 26º                    | Angel Mariano de Morales y Jasso                                | 1841 - 1843 |                                                   |
| 25º                    | José Epigmenio Villanueva y Gomez de Eguiarreta                 | 1839 - 1840 |                                                   |
| 24º                    | Manuel Isidoro Pérez Sánchez                                    | 1819 - 1837 |                                                   |
| 23º                    | Antonio Bergosa y Jordán                                        | 1801 - 1817 | Nomeado Arcebispo de Tarragona                    |
| 22º                    | Gregorio José de Omaña y Sotomayor                              | 1792 - 1797 |                                                   |
| 21º                    | José Gregorio Alonso de Ortigosa                                | 1775 - 1792 |                                                   |
| 20º                    | Miguel Anselmo Álvarez de Abreu y Valdéz                        | 1765 - 1774 |                                                   |
| 19º                    | Buenaventura Blanco y Helguero                                  | 1753 - 1764 |                                                   |
| 18º                    | Diego Felipe Gómez de Angulo                                    | 1744 - 1752 |                                                   |
| 17º                    | Tomás Montaño y Aarón                                           | 1738 - 1742 |                                                   |
| 16º                    | Francisco de Santiago y Calderón, O. de M.                      | 1729 - 1736 |                                                   |
| 15º                    | Ángel de Maldonado, O. Cist.                                    | 1700 - 1728 |                                                   |
| 14º                    | Manuel Plácido de Quirós de Porras, O.S.B.                      | 1698 - 1699 |                                                   |
| 13º                    | Isidoro Sariñana y Medina Cuenca                                | 1683 - 1696 |                                                   |
| 12º                    | Nicolás Ortiz del Puerto y Colmenares Salgado                   | 1678 - 1681 |                                                   |
| 11º                    | Tomás de Monterroso, O.P.                                       | 1664 - 1678 |                                                   |
| 10º                    | Juan Alonso de Cuevas y Dávalos                                 | 1658 - 1664 | Nomeado Arcebispo do México                       |
| 9º                     | Francisco Diego Díaz de Quintanilla y de Hevía y Valdés, O.S.B. | 1655 - 1656 |                                                   |
| 8º                     | Bartolomé de Benavente y Benavides                              | 1639 -1652  |                                                   |
| 7º                     | Leonel de Cervantes y Caravajal                                 | 1636 - 1637 |                                                   |
| 6º                     | Juan Bartolomé de Bohórquez y Hinojosa, O.P.                    | 1617 - 1633 |                                                   |
| 5º                     | Juan de Cervantes                                               | 1608 - 1614 |                                                   |
| 4º                     | Baltazar de Cobarrubias y Múñoz, O.S.A.                         | 1605 - 1608 | Nomeado Bispo de Michoacán                        |
| 3º                     | Bartolomé de Ledesma, O.P.                                      | 1583 - 1604 |                                                   |
| 2º                     | Bernardo de Albuquerque, O.P.                                   | 1561 - 1579 |                                                   |
| 1º                     | Juan Lopez de Zárate                                            | 1535 - 1555 |                                                   |
| Bispos-auxiliares      |                                                                 |             |                                                   |
|                        | Luis Alfonso Tut Tun                                            | 2024-       |                                                   |
|                        | Gonzalo Alonso Calzada Guerrero                                 | 2012–2018   | Nomeado Bispo de Tehuacán                         |
|                        | Óscar Armando Campos Contreras                                  | 2006–2010   | Nomeado Bispo de Tehuantepec                      |
|                        | Miguel Angel Alba Díaz                                          | 1995–2001   | Nomeado Bispo de La Paz en la Baja California Sur |
|                        | José de Jesús Clemens Alba Palacios                             | 1970-1984   | Novamente auxiliar                                |
|                        | Bartolomé Carrasco Briseño                                      | 1967–1971   | Nomeado Bispo de Tapachula                        |
|                        | José de Jesús Clemens Alba Palacios                             | 1954–1959   | Nomeado Bispo de Tehuantepec                      |
|                        | Francisco Garcia Cantarines                                     | 1845–1847   |                                                   |
|                        | José María Irigoyen y Munoz Cano                                | 1842–1843   |                                                   |
|                        | Francisco Ramón Valentín de Casaus y Torres, O.P.               | 1807–1815   | Nomeado Arcebispo de Guatemala                    |